# 6511 Furmanov
6511 Furmanov è un asteroide della fascia principale. Scoperto nel 1987, presenta un'orbita caratterizzata da un semiasse maggiore pari a 2,6012132 UA e da un'eccentricità di 0,1243703, inclinata di 8,07012° rispetto all'eclittica.